# معضلة هاينز
معضلة هاينز (بالإنجليزية: Heinz dilemma)‏ واحدة من المعضلات الأخلاقية المعروفة وشائعة الاستخدام في تعليم ودراسة الأخلاق والفضيلة، كما استخدمت في فهم مراحل لورانس كولبرغ في التطور الأخلاقي، وهي تنص على النحو التالي:
حسب وجهة النظرية بأنه لا أهمية إلى ما ينبغي على هاينز فعله، ولكن تسعى النظرية إلى التبرير الذي يقدمه المشارك لفعله. فيما يلي بعض الأمثلة للعديد من الحجج المحتملة، كل المراحل الست سواء كان مع أو ضد السرقة:
| # | مستوى            | مراحل                    | يجب عليه أن يسرق الدواء لأن | لا ينبغي له أن يسرق الدواء لأن                                                                     |
| - | ---------------- | ------------------------ | --- | -------------------------------------------------------------------------------------------------- |
| 1 | ما قبل التقليدية | الطاعة والعقاب           | المبلغ لا يساوي سوى 200 دولار وليس المبلغ الذي أراده الصيدلي وقد عرض هاينز على الصيدلي بأن يدفع ثمن الدواء ولم يسرق أي شيء آخر.                      | هاينز سوف يحبس في السجن وهذا يعني أنه شخص سيء.                                                     |
| 1 | ما قبل التقليدية | المصلحة الذاتية          | هاينز سيكون سعيداً إذا أنقذ زوجته حتى لو كان عليه أن يقضي عقوبة السجن.                                                                                | السجن مكان فظيع ومن المرجح أن يصاب بسوء في زنزانة السجن أكثر من مرض زوجته.                         |
| 2 | التقليدية        | الامتثال                 | زوجته تتوقع منه ذلك وهاينز يريد أن يكون زوجًا صالحًا.                                                                                                  | السرقة خطأ وهو ليس مجرمًا ولقد حاول أن يفعل كل ما بوسعه دون خرق القانون ولا يمكنك إلقاء اللوم عليه. |
| 2 | التقليدية        | القانون والنظام          | هاينز سوف يعالج زوجته ولكن يجب عليه أن يأخذ عقابه المقرر للجريمة، بالإضافة إلى دفع ما عليه للطبيب. لا يمكن ترك المجرمين بدون عقاب لمخالفتهم للقانون. | القانون يحظر السرقة.                                                                               |
| 3 | ما بعد التقليدية | الرجوع للعقد الاجتماعي   | أي شخص له الحق في اختيار الحياة بغض النظر عن القانون.                                                                                                | الصيدلي لديه الحق في تعويض عادل. حتى لو كانت زوجته مريضة، فإنها لا تجعل تصرفاته صحيحة.             |
| 3 | ما بعد التقليدية | مبادئ الأخلاقية العالمية | إنقاذ حياة الإنسان هو أكثر قيمة وأهمية من حقوق الملكية لشخص آخر.                                                                                     | الآخرون قد يحتاجوا إلى الدواء بنفس القدر وحياتهم مهمة بنفس القدر.                                  |